# SchWSM Kiew
SchWSM Kiew (ukrainisch ШВСМ Київ) war eine ukrainische Eishockeymannschaft aus Kiew. Die Abkürzung steht für „Hohe Sportschule“ (ukrainisch Школа Вищої Спортивної Майстерності). SchWSM ist heute ein Netzwerk von Sportschulen in der Ukraine.
Die Mannschaft spielte unter anderem in der sowjetischen Perwaja Liga. und gewann 1994 die Ukrainische Meisterschaft.